# Juan Acosta (jogador de futebol)
Juan Manuel Acosta Díaz (11 de novembro de 1993) é um futebolista uruguaio que joga como defesa do Boston River na Primera División uruguaia.

## Ligações Externas
- Juan Acosta no Flashscore.com